# Prix de la combativité du Tour de France
Le prix de la combativité du Tour de France est une récompense donnée au Tour de France, récompensant les attaquants. 
Un prix de la combativité a été attribué à l'issue de chaque étape à partir de l'édition 1952, mais c'est seulement à partir de 1956, qu'un prix de « super-combatif » pour l'ensemble du Tour est attribué, André Darrigade étant le premier récompensé. Eddy Merckx a remporté le prix à quatre reprises (1969, 1970, 1974 et 1975). Après 1981, aucun cycliste ayant obtenu la récompense globale n'a gagné le Tour la même année.
Le système des prix a changé au cours des années. Historiquement, les coureurs accumulaient des points au fil des étapes, tandis que le système actuel attribue un prix à chaque étape, sauf pour les étapes de contre-la-montre, puis à la fin du Tour un prix appelé « super-combatif » récompensant le coureur jugé le plus combatif sur l'ensemble de l'épreuve. Ce titre est décerné après la dernière étape, à un coureur qui a nécessairement terminé le Tour.

## Dossard distinctif
Le coureur ayant remporté le prix de la combativité sur une étape n'endosse pas de maillot distinctif mais porte lors de l'étape suivante un dossard distinctif.
À partir de l'édition 2023, le sponsor principal du prix devient Century 21 et la couleur du dossard change pour adopter celle du nouveau sponsor. Officiellement, l'organisation du Tour de France le décrit comme un dossard « avec chiffres noirs sur fond doré ». Cependant, sa couleur est jugée difficilement identifiable pour les spectateurs comme pour les téléspectateurs par les médias qui décrivent souvent un dossard « gris », ou « beige ».

## Liste de sponsors
Le prix est parrainé par différentes marques.
- De 2005 à 2013 : Brandt[2]
- De 2014 à 2022 : Antargaz[7]
- De 2023 à 2025 : Century 21

## Jury
À partir de 2003, le prix de la combativité est décerné par un jury composé de journalistes, d'anciens coureurs cyclistes et d'organisateurs de la Grande Boucle.
En 2025, il est présidé par Thierry Gouvenou (ASO) et composé de Sébastien Piquet (Radio Tour), Laurent Jalabert (France Télévisions et RTL, Parrain du Prix Century 21 de la Combativité), Fanny Lechevestrier (Radio France), Maria Azé (RMC), Pierre Menjot (L'Équipe) et Jacques Klopp (AFP).

### Membres du jury depuis 2003
| Année | Président                    | Membre 1            | Membre 2                    | Membre 3                                     | Membre 4                                                 | Membre 5                                                                             | Membre 6                                                  | Membre 7                 |
| ----- | ---------------------------- | ------------------- | --------------------------- | -------------------------------------------- | -------------------------------------------------------- | ------------------------------------------------------------------------------------ | --------------------------------------------------------- | ------------------------ |
| 2003  | Jean-François Pescheux (ASO) | Jean Montois (AFP)  | Philippe Bouvet (L'Équipe)  | Rodrigo Beenkens (RTBF)                      | Jean-Marie Leblanc (ASO)                                 | Christian Prudhomme (France Télévisions)                                             |                                                           |                          |
| 2004  | Jean-François Pescheux (ASO) | Jean Montois (AFP)  | Philippe Bouvet (L'Équipe)  | Eddy Pizzardini (RMC)                        | Christian Prudhomme (ASO)                                | Henri Sannier (France Télévisions)                                                   | Bernard Hinault (ASO)                                     |                          |
| 2005  | Jean-François Pescheux (ASO) | Jean Montois (AFP)  | Philippe Bouvet (L'Équipe)  | Laurent Jalabert (France Télévisions et RTL) | Christian Prudhomme (ASO)                                | Henri Sannier (France Télévisions)                                                   | Bernard Hinault (ASO)                                     | Christian Ollivier (RTL) |
| 2006  | Jean-François Pescheux (ASO) | Jean Montois (AFP)  | Philippe Bouvet (L'Équipe)  | Laurent Jalabert (France Télévisions et RTL) | Christian Prudhomme (ASO)                                | Henri Sannier (France Télévisions)                                                   | Bernard Hinault (ASO)                                     | Christian Ollivier (RTL) |
| 2007  | Jean-François Pescheux (ASO) | Jean Montois (AFP)  | Philippe Bouvet (L'Équipe)  | Laurent Jalabert (France Télévisions et RTL) | Christian Prudhomme (ASO)                                | Thierry Adam (France Télévisions)                                                    | Bernard Hinault (ASO)                                     | Christian Ollivier (RTL) |
| 2008  | Jean-François Pescheux (ASO) | Jean Montois (AFP)  | Philippe Bouvet (L'Équipe)  | Laurent Jalabert (France Télévisions et RTL) | Jacky Durand (Eurosport)                                 | Thierry Adam (France Télévisions)                                                    | Bernard Hinault (ASO)                                     | Christian Ollivier (RTL) |
| 2009  | Jean-François Pescheux (ASO) | Jean Montois (AFP)  | Philippe Bouvet (L'Équipe)  | Laurent Jalabert (France Télévisions et RTL) | Jacky Durand (Eurosport)                                 | Thierry Adam (France Télévisions)                                                    | Bernard Hinault (ASO)                                     | Christian Ollivier (RTL) |
| 2010  | Jean-François Pescheux (ASO) | Jean Montois (AFP)  | Philippe Bouvet (L'Équipe)  | Laurent Jalabert (France Télévisions et RTL) | Jacky Durand (Eurosport)                                 | Thierry Adam (France Télévisions)                                                    | Bernard Hinault (ASO)                                     | Christian Ollivier (RTL) |
| 2011  | Jean-François Pescheux (ASO) | Jean Montois (AFP)  | Philippe Bouvet (L'Équipe)  | Laurent Jalabert (France Télévisions et RTL) | Jacky Durand (Eurosport)                                 | Thierry Adam (France Télévisions)                                                    | Bernard Hinault (ASO)                                     | Christian Ollivier (RTL) |
| 2012  | Jean-François Pescheux (ASO) | Jean Montois (AFP)  | Gilles Simon (L'Équipe)     | Laurent Jalabert (France Télévisions et RTL) | Stéphane Thirion (Le Soir)                               | Christian Ollivier (RTL)                                                             |                                                           |                          |
| 2013  | Jean-François Pescheux (ASO) | Jean Montois (AFP)  | Philippe Bouvet (L'Équipe)  | Cédric Vasseur (France Télévisions)          | Stéphane Thirion (Le Soir)                               | Christian Ollivier (RTL)                                                             |                                                           |                          |
| 2014  | Thierry Gouvenou (ASO)       | Jean Montois (AFP)  | Philippe Bouvet (L'Équipe)  | Laurent Jalabert (France Télévisions et RTL) | Greg LeMond (Uniquement pour le vote du Super combatif)  |                                                                                      |                                                           |                          |
| 2015  | Thierry Gouvenou (ASO)       | Jean Montois (AFP)  | Philippe Bouvet (L'Équipe)  | Laurent Jalabert (France Télévisions et RTL) | Greg LeMond (Uniquement pour le vote du Super combatif)  |                                                                                      |                                                           |                          |
| 2016  | Thierry Gouvenou (ASO)       | Jean Montois (AFP)  | Philippe Bouvet (L'Équipe)  | Laurent Jalabert (France Télévisions et RTL) | Greg LeMond (Uniquement pour le vote du Super combatif)  | Une voix pour le sondage des internautes (Uniquement pour le vote du Super combatif) |                                                           |                          |
| 2017  | Thierry Gouvenou (ASO)       | Jean Montois (AFP)  | Alexandre Roos (L'Équipe)   | Laurent Jalabert (France Télévisions et RTL) | Greg LeMond (Uniquement pour le vote du Super combatif)  | Une voix pour le sondage des internautes (Uniquement pour le vote du Super combatif) | Marion Rousse (Uniquement pour le vote du Super combatif) |                          |
| 2018  | Thierry Gouvenou (ASO)       | Jean Montois (AFP)  | Alexandre Roos (L'Équipe)   | Laurent Jalabert (France Télévisions et RTL) | Greg LeMond (Uniquement pour le vote du Super combatif)  | Une voix pour le sondage des internautes (Uniquement pour le vote du Super combatif) | Marion Rousse (Uniquement pour le vote du Super combatif) |                          |
| 2019  | Thierry Gouvenou (ASO)       | Jean Montois (AFP)  | Alexandre Roos (L'Équipe)   | Laurent Jalabert (France Télévisions et RTL) | Andy Schleck (Uniquement pour le vote du Super combatif) | Une voix pour le sondage des internautes (Uniquement pour le vote du Super combatif) |                                                           |                          |
| 2020  | Thierry Gouvenou (ASO)       | Jean Montois (AFP)  | Alexandre Roos (L'Équipe)   | Laurent Jalabert (France Télévisions et RTL) |                                                          | Une voix pour le sondage des internautes (Uniquement pour le vote du Super combatif) |                                                           |                          |
| 2021  | Thierry Gouvenou (ASO)       | Jean Montois (AFP)  | Alexandre Roos (L'Équipe)   | Laurent Jalabert (France Télévisions et RTL) | Fanny Lechevestrier (France Info)                        | Une voix pour le sondage des internautes                                             |                                                           |                          |
| 2022  | Thierry Gouvenou (ASO)       | Jean Montois (AFP)  | Alexandre Roos (L'Équipe)   | Laurent Jalabert (France Télévisions et RTL) | Fanny Lechevestrier (France Info)                        | Une voix pour le sondage des internautes                                             |                                                           |                          |
| 2023  | Thierry Gouvenou (ASO)       | Jacques Klopp (AFP) | Alexandre Roos (L'Équipe)   | Laurent Jalabert (France Télévisions et RTL) | Fanny Lechevestrier (France Info)                        | Une voix pour le sondage des internautes                                             |                                                           |                          |
| 2024  | Thierry Gouvenou (ASO)       | Jacques Klopp (AFP) | Philippe Le Gars (L'Équipe) | Laurent Jalabert (France Télévisions et RTL) | Fanny Lechevestrier (France Info)                        | Une voix pour le sondage des internautes                                             | Sébastien Piquet (Radio Tour)                             | Nicolas Georgereau (RTL) |
| 2025  | Thierry Gouvenou (ASO)       | Jacques Klopp (AFP) | Pierre Menjot (L'Équipe)    | Laurent Jalabert (France Télévisions et RTL) | Fanny Lechevestrier (France Info)                        | Maria Azé (RMC)                                                                      | Sébastien Piquet (Radio Tour)                             |                          |

## Palmarès
| Année | Coureur                | Équipe                   | Points (jusqu'en 2002) | Autres classements                       | Nommés (depuis 2016) |
| ----- | ---------------------- | ------------------------ | ---------------------- | ---------------------------------------- | --- |
| 1956  | André Darrigade        | France                   | 175                    | 16e du général                           | |
| 1957  | Nicolas Barone         | Île-de-France            | ?                      | 40e du général                           | |
| 1958  | Federico Bahamontes    | Espagne                  | 246                    | 8e du général                            | |
| 1959  | Gérard Saint           | Ouest-Sud-Ouest          | 243                    | 9e du général                            | |
| 1960  | Jean Graczyk           | France                   | ?                      | Points 13e du général                    | |
| 1961  | Équipe Ouest-Sud-Ouest | Équipe Ouest-Sud-Ouest   | ?                      | 3e ex æquo du classement par équipes     | |
| 1962  | Eddy Pauwels           | Wiel's-Groene Leeuw      | ?                      | 10e du général                           | |
| 1963  | Rik Van Looy           | G.B.C.-Libertas          | ?                      | Points 10e du général                    | |
| 1964  | Henri Anglade          | Pelforth-Sauvage-Lejeune | ?                      | 4e du général                            | |
| 1965  | Felice Gimondi         | Salvarani                | 80                     | Général                                  | |
| 1966  | Rudi Altig             | Molteni                  | 124                    | 12e du général                           | |
| 1967  | Désiré Letort          | France                   | ?                      | 4e du général                            | |
| 1968  | Roger Pingeon          | France                   | ?                      | 5e du général                            | |
| 1969  | Eddy Merckx            | Faema                    | ?                      | Général Points Grand Prix de la montagne | |
| 1970  | Eddy Merckx            | Faemino-Faema            | 366                    | Général                                  | |
| 1971  | Luis Ocaña             | Bic                      | ?                      | non classé (abandon)                     | |
| 1972  | Cyrille Guimard        | Gan-Mercier              | ?                      | non classé (abandon)                     | |
| 1973  | Luis Ocaña             | Bic                      | ?                      | Général                                  | |
| 1974  | Eddy Merckx            | Molteni                  | ?                      | Général                                  | |
| 1975  | Eddy Merckx            | Molteni                  | ?                      | 2e du général                            | |
| 1976  | Raymond Delisle        | Peugeot-Esso-Michelin    | ?                      | 4e du général                            | |
| 1977  | Gerrie Knetemann       | TI-Raleigh               | ?                      | 31e du général                           | |
| 1978  | Paul Wellens           | TI-Raleigh               | ?                      | 6e du général                            | |
| 1979  | Hennie Kuiper          | Ti-Raleigh               | ?                      | 4e du général                            | |
| 1980  | Christian Levavasseur  | Miko-Mercier             | ?                      | 44e du général                           | |
| 1981  | Bernard Hinault        | Renault-Elf              | 25                     | Général                                  | |
| 1982  | Régis Clère            | Coop-Mercier             | 31                     | 45e du général                           | |
| 1983  | Serge Demierre         | Cilo-Aufina              | ?                      | 71e du général                           | |
| 1984  | Bernard Hinault        | La Vie Claire-Terraillon | ?                      | 2e du général                            | |
| 1985  | Maarten Ducrot         | Kwantum Hallen-Yoko      | ?                      | 84e du général                           | |
| 1986  | Bernard Hinault        | La Vie Claire-Radar      | ?                      | Grand Prix de la montagne 2e du général  | |
| 1987  | Régis Clère            | Teka                     | ?                      | 72e du général                           | |
| 1988  | Jérôme Simon           | Z-Peugeot                | ?                      | 19e du général                           | |
| 1989  | Laurent Fignon         | Super U-Raleigh-Fiat     | 25                     | 2e du général                            | |
| 1990  | Eduardo Chozas         | ONCE                     | 37                     | 6e du général                            | |
| 1991  | Claudio Chiappucci     | Carrera Jeans            | 34                     | Grand Prix de la montagne 3e du général  | |
| 1992  | Claudio Chiappucci     | Carrera Jeans            | 42                     | Grand Prix de la montagne 2e du général  | |
| 1993  | Massimo Ghirotto       | ZG Mobili-Bottecchia     | 34                     | 33e du général                           | |
| 1994  | Eros Poli              | Mercatone Uno-Medeghini  | 34                     | 115e du général                          | |
| 1995  | Hernán Buenahora       | Kelme                    | 36                     | 10e du général                           | |
| 1996  | Richard Virenque       | Festina-Lotus            | 50                     | Grand Prix de la montagne 3e du général  | |
| 1997  | Richard Virenque       | Festina-Lotus            | 54                     | Grand Prix de la montagne 2e du général  | |
| 1998  | Jacky Durand           | Casino-Ag2r              | 94                     | 65e du général                           | |
| 1999  | Jacky Durand           | Lotto-Mobistar           | 61                     | 141e du général (lanterne rouge)         | |
| 2000  | Erik Dekker            | Rabobank                 | 99                     | 51e du général                           | |
| 2001  | Laurent Jalabert       | CSC-Tiscali              | 94                     | Grand Prix de la montagne 19e du général | |
| 2002  | Laurent Jalabert       | CSC-Tiscali              | 100                    | Grand Prix de la montagne 42e du général | |
| 2003  | Alexandre Vinokourov   | Deutsche Telekom         | -                      | 3e du général                            | |
| 2004  | Richard Virenque       | Quick Step-Davitamon     | -                      | Grand Prix de la montagne 15e du général | |
| 2005  | Óscar Pereiro          | Phonak                   | -                      | 10e du général                           | |
| 2006  | David de la Fuente     | Saunier Duval-Prodir     | -                      | 56e du général                           | |
| 2007  | Amets Txurruka         | Euskaltel-Euskadi        | -                      | 23e du général                           | |
| 2008  | Sylvain Chavanel       | Cofidis                  | -                      | 61e du général                           | |
| 2009  | non attribué           | -                        | -                      | -                                        | |
| 2010  | Sylvain Chavanel       | Quick Step               | -                      | 31e du général                           | |
| 2011  | Jérémy Roy             | FDJ                      | -                      | 86e du général                           | |
| 2012  | Chris Anker Sørensen   | Saxo Bank-Tinkoff Bank   | -                      | 14e du général                           | |
| 2013  | Christophe Riblon      | AG2R La Mondiale         | -                      | 37e du général                           | |
| 2014  | Alessandro De Marchi   | Cannondale               | -                      | 52e du général                           | |
| 2015  | Romain Bardet          | AG2R La Mondiale         | -                      | 9e du général                            | |
| 2016  | Peter Sagan            | Tinkoff                  | -                      | Points 95e du général                    | Julian Alaphilippe, Rui Costa, Thomas De Gendt, Christopher Froome, Rafał Majka, Jarlinson Pantano et Greg Van Avermaet                                    |
| 2017  | Warren Barguil         | Sunweb                   | -                      | Grand Prix de la montagne 10e du général | Lilian Calmejane, Alberto Contador, Thomas De Gendt, Tony Gallopin, Daniel Martin, Michael Matthews, Bauke Mollema et Serge Pauwels                        |
| 2018  | Daniel Martin          | UAE Emirates             | -                      | 8e du général                            | Julian Alaphilippe, Warren Barguil, Sylvain Chavanel, Lawson Craddock, Damien Gaudin, Peter Sagan et Alejandro Valverde                                    |
| 2019  | Julian Alaphilippe     | Deceuninck-Quick Step    | -                      | 5e du général                            | Thomas De Gendt, Lennard Kämna, Vincenzo Nibali, Yoann Offredo, Stéphane Rossetto et Simon Yates                                                           |
| 2020  | Marc Hirschi           | Sunweb                   | -                      | 54e du général                           | Julian Alaphilippe, Richard Carapaz, Lennard Kämna, Pierre Rolland et Neilson Powless                                                                      |
| 2021  | Franck Bonnamour       | B&B Hotels p/b KTM       | -                      | 22e du général                           | Julian Alaphilippe, Julien Bernard, David Gaudu, Matej Mohorič, Anthony Perez, Wout Poels, Nils Politt et Wout van Aert                                    |
| 2022  | Wout van Aert          | Jumbo-Visma              | -                      | Points 22e du général                    | Simon Geschke, Alexis Gougeard, Louis Meintjes, Thibaut Pinot, Tadej Pogačar, Nils Politt, Neilson Powless, Quinn Simmons et Fred Wright                   |
| 2023  | Victor Campenaerts     | Lotto Dstny              | -                      | 64e du général                           | Julian Alaphilippe, Mathieu Burgaudeau, Victor Campenaerts, Krists Neilands, Ben O'Connor, Mads Pedersen, Thibaut Pinot, Tadej Pogačar et Georg Zimmermann |
| 2024  | Richard Carapaz        | EF Education-EasyPost    | -                      | 17e du général Grand Prix de la montagne | Jonas Abrahamsen, Jai Hindley, Julien Bernard, Oier Lazkano, Mattéo Vercher, Guillaume Martin, Ben Healy, Romain Grégoire et Michał Kwiatkowski            |
| 2025  | Ben Healy              | EF Education-EasyPost    | -                      | 9e du général                            | Jonas Abrahamsen, Thymen Arensman, Bruno Armirail, Jordan Jegat, Quinn Simmons, Michael Storer et Tim Wellens                                              |

## Palmarès par pays
| #  | Pays           | Nombre de prix | Coureurs différents | Meilleur coureur                               | Nombre de nominations (depuis 2016) |
| -- | -------------- | -------------- | ------------------- | ---------------------------------------------- | ----------------------------------- |
| 1  | France         | 32             | 24                  | Bernard Hinault et Richard Virenque (3 titres) | 29                                  |
| 2  | Belgique       | 9              | 6                   | Eddy Merckx (4 titres)                         | 10                                  |
| 3  | Espagne        | 7              | 6                   | Luis Ocaña (2 titres)                          | 3                                   |
| 4  | Italie         | 6              | 5                   | Claudio Chiappucci (2 titres)                  | 1                                   |
| 5  | Pays-Bas       | 4              | 4                   |                                                | 3                                   |
| 6  | Suisse         | 2              | 2                   |                                                | 1                                   |
| 7  | Irlande        | 2              | 2                   | Dan Martin et Ben Healy (1 titre)              | 4                                   |
| 8  | Allemagne      | 1              |                     | Rudi Altig (1 titre)                           | 6                                   |
| 9  | Équateur       | 1              |                     | Richard Carapaz (1 titre)                      | 2                                   |
| 9  | Danemark       | 1              |                     | Chris Anker Sørensen (1 titre)                 | 2                                   |
| 9  | Slovaquie      | 1              |                     | Peter Sagan (1 titre)                          | 2                                   |
| 12 | Colombie       | 1              |                     | Hernán Buenahora (1 titre)                     | 1                                   |
| 13 | Kazakhstan     | 1              |                     | Aleksandr Vinokurov (1 titre)                  |                                     |
| 14 | États-Unis     |                |                     | Neilson Powless (2 nominations)                | 4                                   |
| 14 | Australie      |                |                     |                                                | 4                                   |
| 16 | Royaume-Uni    |                |                     |                                                | 3                                   |
| 16 | Slovénie       |                |                     | Tadej Pogačar (2 nominations)                  | 3                                   |
| 18 | Pologne        |                |                     |                                                | 2                                   |
| 18 | Norvège        |                |                     | Jonas Abrahamsen (2 nominations)               | 2                                   |
| 20 | Afrique du Sud |                |                     | Louis Meintjes (1 nomination)                  | 1                                   |
| 20 | Colombie       |                |                     | Jarlinson Pantano (1 nomination)               | 1                                   |
| 20 | Lettonie       |                |                     | Krists Neilands (1 nomination)                 | 1                                   |
| 20 | Portugal       |                |                     | Rui Costa (1 nomination)                       | 1                                   |

Dernière mise à jour : édition 2025